# Zapriothrica salebrosa
Zapriothrica salebrosa är en tvåvingeart som beskrevs av Wheeler 1968. Zapriothrica salebrosa ingår i släktet Zapriothrica och familjen daggflugor.
Artens utbredningsområde är Colombia. Inga underarter finns listade i Catalogue of Life.